# Город слизи
«Город слизи» — американский фильм ужасов 1989 года режиссёра Грега Ламберсона.

## Сюжет
Алекс и Мэри переезжают жить в Нью-Йорк. Из-за отсутствия достаточного количества денег пара вынуждена снять комнату в обшарпанном многоэтажном доме. Дом пропитан таинственностью — соседями являются странные люди, а те, кто переселялся в данную комнату, заканчивали жизнь самоубийством. Алекс знакомится с соседом по имени Захари и заходит к нему попить чаю, вскоре он выясняет что Захари оккультист. Захари приготовил Алексу некую зелёную смесь и предложил испить «за здоровье» - Алекс не отказался. После того как Алекс ушёл из квартиры Захари, к нему через некоторое время пришла проститутка, с которой Алекс занялся сексом. Далее у Алекса начались галлюцинации. На утро Алекс проснулся весь испачканный в какой-то слизи, естественно он её потом смыл. Однако когда он шёл по улице на нём снова начала проявляться эта липкая слизь. Зайдя в подворотню Алекс увидел бомжа и убил его, после чего слизь исчезла. 
После этого Захари давал Алексу всё новые и новые порции зелёного вещества, из-за которого Алекс превращался в непонятное зелёно-жёлтое слизистое существо, и чтобы возвратить себе первоначальный облик Алексу необходимо убивать.

## В ролях
- Ева Ли - проститутка
- Роберт Сабин - Алекс
- Дебби Рошон - Элис
- Мэри Хьюнер - Лори\Николь
- Банни Левин - Руби
- Гари Штейн - мистер Сван